# Dekanat Iwerskiej Ikony Matki Bożej
Dekanat Iwerskiej Ikony Matki Bożej – jeden z dekanatów eparchii moskiewskiej miejskiej Rosyjskiego Kościoła Prawosławnego. Jego granice pokrywają się z granicami rejonu Twierskiego Centralnego okręgu administracyjnego Moskwy. W 2014 funkcję dziekana w nim pełnił protoprezbiter Gieorgij Niefiedow.

## Cerkwie w dekanacie[2]
- Sobór Kazańskiej Ikony Matki Bożej
- Cerkiew Objawienia Pańskiego, część dawnego monasteru,

Patriarszy metochion w Kitaj-Gorodzie – dwie cerkwie filialne cerkwi Objawienia Pańskiego:
Cerkiew św. Mikołaja
Cerkiew Świętych Kosmy i Damiana
Kaplica Iwerskiej Ikony Matki Bożej, tzw. Kaplica Iwerska
- Cerkiew św. Eliasza
- Cerkiew Zaśnięcia Matki Bożej
- Cerkiew św. Jana Teologa
- Cerkiew Trójcy Świętej
- Patriarszy metochion w Zariadju

Cerkiew św. Barbary
Cerkiew św. Maksyma Błogosławionego
Sobór Ikony Matki Bożej „Znak”, dawniej monasterski
Cerkiew św. Jerzego
Cerkiew Narodzenia św. Jana Chrzciciela, także św. Klemensa
Cerkiew Poczęcia św. Anny
- Cerkiew Zaśnięcia Matki Bożej
- Cerkiew Świętych Kosmy i Damiana
- Cerkiew św. Sergiusza z Radoneża
- Cerkiew Ikony Matki Bożej „Znak”
- Cerkiew Narodzenia Matki Bożej
- Cerkiew Zaśnięcia Matki Bożej
- Cerkiew św. Pimena Wielkiego
- Cerkiew Tichwińskiej Ikony Matki Bożej
- Cerkiew Świętych Sergiusza i Germana z Wałaamu, filia Monasteru Wałaamskiego

### Cerkwie domowe[2]
- Cerkiew św. Włodzimierza
- Cerkiew świętych Ojców Soboru Lokalnego Lat 1917–1918
- Cerkiew Chrystusa Wszechmiłującego
- Cerkiew św. Mikołaja, szpitalna

### Kaplice[2]
- Kaplica Ikony Matki Bożej „Znak” i św. Aleksandra Newskiego – pomnik grenadierów poległych pod Plewną
- Kaplica Narodzenia Matki Bożej
- Kaplica Ikony Matki Bożej „Przewodniczka”